# 勝ち抜きしりとり歌合戦
『勝ち抜きしりとり歌合戦』（かちぬきしりとりうたがっせん）は、1964年10月27日から1966年11月10日まで日本テレビ系列局で放送されていた日本テレビ製作の歌謡バラエティ番組である。津村順天堂（現・ツムラおよびバスクリン）の一社提供。

## 概要
毎回3人1組の一般参加者チーム×2組が出場していた歌合戦番組で、挑戦者チームがチャンピオンチームに挑むかたちで行われていた。歌唱力ではなく歌のしりとりで勝敗を決めていたという点に特徴があり、出場チームは司会の牧伸二が指定した歌詞の中にある1文字で始まる歌を交互に歌っていた。
当初はスタジオで収録を行っていたが、後に日本各地の公会堂で行うようになった。

## 放送時間
どちらも日本テレビの時間帯とする（出典：）。
| 放送期間   | 放送期間   | 放送時間（日本時間）       |
| ---------- | ---------- | -------------------------- |
| 1964.10.27 | 1965.03.30 | 火曜 19:00 - 19:30（30分） |
| 1965.04.08 | 1966.11.10 | 木曜 19:30 - 20:00（30分） |

## 出演者
- 司会：牧伸二
- 審査員：松田トシ

## 参考資料
- 読売新聞縮刷版[どれ?]